# Nemzeti Bajnokság II 1941–1942
Nemzeti Bajnokság II 1941–1942 sau liga a doua maghiară sezonul 1941–1942, a fost al 37-lea sezon desfășurat în această competiție. 

## Istoric și format
Liga a doua a fost formată din 3 serii: Matia (est), Rakoczi (nord) și Zrinyi (sud). Doar în seria Matia au evoluat echipe românești.

## Seria Matia (Mátyás)
Seria s-a numit Matia de la regele Matia, cunoscut în istoriografia românească ca regele Matei Corvin.
Echipele participante au fost din 8 orașe: 
- Baia Mare: AS,
- Budapesta: AS Stăruința, AS Dunakeszi Magyarság, AS Zuglói Danuvia, AS Goldberger, AS Poștașul, AS Ganz
- Cluj: AS CFM, CA Universitar
- Debrețin: CS Feroviar,
- Nyíregyháza: Asociația Națională de Scrimă și Gimnastică din Ungaria Szabolcs
- Oradea: RGM Stăruința
- Satu Mare: AS și
- Târgu Mureș: AS

Doar Cluj și Budapesta au avut mai mult de o echipă.
Spielman și Bodola de la CA Oradea au făcut parte din echipa sezonului ligii a doua.
| Poz | Echipă                           | Pld | W  | D | L  | GF  | GA  | GD   | Pct |
| --- | -------------------------------- | --- | -- | - | -- | --- | --- | ---- | --- |
| 1   | Stăruința Budapesta(C)           | 26  | 22 | 2 | 2  | 105 | 25  | +80  | 46  |
| 2   | CS Feroviar Debrețin             | 26  | 21 | 0 | 5  | 111 | 34  | +77  | 42  |
| 3   | AS CFM Cluj                      | 26  | 15 | 2 | 9  | 77  | 51  | +26  | 32  |
| 4   | AS Baia Mare                     | 26  | 12 | 7 | 7  | 70  | +43 | +27  | 31  |
| 5   | AS Dunakeszi Magyarság Budapesta | 26  | 14 | 3 | 9  | 64  | 54  | +10  | 31  |
| 6   | AS Târgu Mureș                   | 26  | 14 | 2 | 10 | 59  | 44  | +15  | 30  |
| 7   | AS Zuglói Danuvia Budapesta      | 26  | 13 | 3 | 10 | 72  | 53  | +19  | 29  |
| 8   | AS Goldberger Budapesta          | 26  | 13 | 2 | 11 | 57  | 60  | -3   | 28  |
| 9   | AS Poștașul Budapesta            | 26  | 7  | 8 | 11 | 51  | 73  | -22  | 22  |
| 10  | ANSGU Szabolcs Nyíregyháza       | 26  | 4  | 1 | 5  | 24  | 26  | -2   | 20  |
| 11  | ASM Stăruința Oradea             | 26  | 9  | 2 | 15 | 37  | 82  | -45  | 20  |
| 12  | AS Ganz Budapesta                | 26  | 6  | 6 | 14 | 42  | 54  | -12  | 18  |
| 13  | CA Universitar                   | 26  | 6  | 3 | 17 | 53  | 85  | -32  | 15  |
| 14  | AS Satu Mare*                    | 26  | 0  | 0 | 26 | 13  | 127 | -114 | 0   |

(C) Campioana Stăruința Budapesta a promovat in NB I(prima ligă maghiară).
* S-a retras în cursul anului, după meciurile jucate, punctele au fost date adversarilor, dar golurile au fost păstrate.
Surse:
"Sport national"/"Nemzeti Sport" din 07.07.1942

## Vezi și
- Prima ligă maghiară 1941–1942
- Liga a 3-a Maghiară 1941–1942
- Liga a 4-a Maghiară 1941–1942
- Liga a 5-a Maghiară 1941–1942
- Prima ligă maghiară
- Liga a 2-a maghiară
- Liga a 3-a maghiară
- Liga a 4-a maghiară